# Mariekerke (Veere)
Mariekerke (Zeeuws: Maoriekerke) is een buurtschap en voormalige ambachtsheerlijkheid in de gemeente Veere in de Nederlandse provincie Zeeland. De buurtschap is gelegen aan een weg genaamd Mariekerke en de Kruisweg. Aan het begin van de negentiende eeuw werden de ambachtsheerlijkheden Meliskerke en Mariekerke samengevoegd tot de gemeente Melis- en Mariekerke of voluit Meliskerke en Mariekerke. In de jaren vijftig van de negentiende eeuw verdween Mariekerke uit de naam van die gemeente.

## Naam
De naam Mariekerke komt van een kerk die vroeger in de buurtschap stond. Deze kerk was gewijd aan Maria. Door verbastering is de naam van Maria Kerk in Mariekerke veranderd. Van 1966 tot 1997 heette de buurtschap Klein Mariekerke. Dit was nodig om verwarring uit te sluiten. In die tijd was er namelijk een gemeente die Mariekerke heette. Toen de gemeente Mariekerke was gefuseerd met Veere, Domburg, Westkapelle en Valkenisse werd Klein Mariekerke weer omgedoopt tot Mariekerke. Mariekerke is van oudsher een agrarische gemeenschap. Tegenwoordig is ook het toerisme een belangrijke inkomstenbron.

## Vliedberg
In Mariekerke is een vliedberg te vinden, Vliedberg Klein Mariekerke. Deze vliedberg is 2,4 meter hoog en staat op de kruising van de Kelderweg en de Mariekerkseweg.

## Trivia
Eind juni 2016 was Mariekerke in het nieuws toen een bezorgde inwoner een petitie startte om de brievenbus in de buurtschap te behouden, nadat PostNL besloot deze brievenbus op te heffen.